# Guinea az 1984. évi nyári olimpiai játékokon
Guinea az egyesült államokbeli Los Angelesben megrendezett 1984. évi nyári olimpiai játékok egyik részt vevő nemzete volt. Az országot az olimpián 1 sportágban 2 sportoló képviselte, akik érmet nem szereztek.

## Cselgáncs
| Versenyző           | Versenyszám | Csoport | Selejtező         | 32-es főtábla                          | Nyolcaddöntő      | Negyeddöntő       | Elődöntő          | Vigaszág nyolcaddöntő | Vigaszág negyeddöntő | Vigaszág elődöntő | Bronz- mérkőzés   | Döntő             | Helyezés |
| Versenyző           | Versenyszám | Csoport | Ellenfél Eredmény | Ellenfél Eredmény                      | Ellenfél Eredmény | Ellenfél Eredmény | Ellenfél Eredmény | Ellenfél Eredmény     | Ellenfél Eredmény    | Ellenfél Eredmény | Ellenfél Eredmény | Ellenfél Eredmény | Helyezés |
| ------------------- | ----------- | ------- | ----------------- | -------------------------------------- | ----------------- | ----------------- | ----------------- | --------------------- | -------------------- | ----------------- | ----------------- | ----------------- | -------- |
| Abdoulaye Diallo    | Váltósúly   | A       |                   | António Roquete (POR) · V              | kiesett           | kiesett           | kiesett           |                       |                      |                   |                   |                   | 20.      |
| Mohamed Lamine Sane | Középsúly   | B       | erőnyerő          | Robert Berland (USA) · mérkőzés nélkül | kiesett           | kiesett           | kiesett           |                       |                      |                   |                   |                   | 18.      |